# Das Feuer (1914)
Das Feuer ist ein knapp einstündiges deutsches Stummfilmmelodram aus dem Jahre 1914 von Urban Gad mit Asta Nielsen in der Hauptrolle. Die Geschichte basiert auf dem Schauspiel “Die alte Gnädige” von Gustav Wied.

## Handlung
Die junge Wanda Petri hat sich einen Namen als Schulreiterin gemacht. Eines Tages lernt sie den angesehenen Graf von Warnberg kennen, der sie sehr umwirbt. Schließlich wird Wanda seine Ehefrau. Doch bald erkennt sie, dass sie den falschen Warnberg geheiratet hat, denn das wahre Feuer der Leidenschaft entfacht erst dessen junger Sohn, Graf Willy von Warnberg. Eines Tages kommt die alte Gräfin-Witwe hinter diese verbotene Liaison und will dem „moralisch schändlichen“ Treiben der in ihren Augen sitten- und haltlosen Verführerin und ihres Enkels Einhalt gebieten. Als sich das Liebespaar in einem Gartenhäuschen des gräflichen Anwesens zu einem Rendezvous trifft, schließt die Alte die beiden ein und legt anschließend ein Feuer …

## Produktionsnotizen
Das Feuer entstand zum Jahresbeginn 1914 im Union-Film-Atelier in Berlin-Tempelhof, passierte am 7. März 1914 die Filmzensur und wurde drei Wochen darauf in Berlin uraufgeführt. Die Länge des Dreiakters betrug 1070 Meter.
Fritz Seyffert gestaltete die Filmbauten.

## Kritiken
Das Grazer Volksblatt schwärmte: „Asta Nielsen zeigt uns wieder ihre bewunderungswürdige Kunst und ist das Sujet außerordentlich gut gewählt. Inszenierung und Regie sowie das Spiel ist wahrhaft großartig zu nennen.“
Die Zeit schrieb: „”Das Feuer“ von Urban Gad gibt aus dem Leben gegriffene Bilder voll packender Dramatik.“